# Diego Lucio Rapoport
Diego Lucio Rapoport (Buenos Aires, 1952. május 28. –) zsidó származású argentínai fizikus és matematikus.

## Életpályája
A matematikus doktori címét a Harvard egyetemen prof. Shlomo Sternberg mentorálásával szerezte meg. A fizikus doktori címét az Austin-Texas egyetemen érte el prof. Yuval Ne'eman segítségével. Ezek után meg tovább folytatta tanulmányait Mexikóvárosban, a Universidad Autonoma Metropolitana egyetemen, továbbá Argentínában és Brazíliában több egyetemen is.
1991-ben professzorrá avatták a Quilmes egyetemen. Diego Lucio Rapoport egyben alapító tagja a Telesio – Galilei Tudományos Akadémiának is Francesco Fucilla, Ruggero Maria Santilli, Myron W. Evans, Jeremy Dunning Davies,  Alwyn Van der Merwe és Lawrence Paul Horwitz-cal.
Több díjban is részesült a tudományhoz való hozzájárulásáért pl. 2009-ben a Telesio – Galilei Tudományos Akadémia Arany Medál díj.

## Tagságai
- Hivatalos tagja a Harvard, Denver, Cambridge, Pisa és Sao Paulo egyetemeknek.
- Örökös tagja és tanácsadója a Telesio – Galilei Tudományos Akadémiának és a The Alpha Institute of Advanced Study szervezetnek. Továbbá több nemzetközi matematikai folyóirat aktív szerkesztője.

## Kutatási területe
Kutatásai az alábbi területekre összpontosulnak: elméleti kozmológia, elektromágnesesség, kvantummechanika, a Brown-mozgás elmélete, torzió-tenzorok.

## Könyvei (válogatás)
- Diego Rapoport & S. Sternberg, Classical Mechanics without lagrangians nor hamiltoneans, Nuovo Cimento 80A (1984), p. 371-383

- Diego Rapoport & S. Sternberg, On the interactions of spin with torsion, Annals of Physics vol. 158, no.11, (1984), p. 447-475

- Diego Rapoport, On the derivation of the stochastic processes associated to Lie isotopic gauge theory, pags. 359-374, in Hadronic Mechanics and Nonpotential Interactions V, vol, II,  Proceedings of the Fifth International Conference, Univ. of Iowa, August 1990, Hyo Myung (ed.), Nova Science Publs., New York/Budapest, 1992.

- Diego Rapoport, The Riemann-Cartan-Weyl Quantum geometries II : The Cartan stochastic copying method, Fokker-Planck operator and Maxwell-de Rham equations, 2115-2152.,  International Journal of Theoretical Physics vol. 36, No. 10, 1997

- Diego Rapoport, Stochastic processes in conformal Riemann-Cartan-Weyl gravitation,  Intern. Journal of Theoretical Physics vol. 30, no. 11, (1991), 1497-1515.

- Diego Rapoport, Covariant Thermodynamics and the Ergodic Theory of Stochastic and Quantum Flows, in  Instabilities and Nonequilibrium Structures VI, pags. 359-370, Proceedings of the VI th. International Conference on Instabilities and Nonequilibrium Structures, Valparaiso 1995, E. Tirapegui and W. Zeller (edts.), Nonlinear Phenomenae and Complex Systems V, Kluwer Series, Dordrecht/Boston, 2000.

- Diego Rapoport, On the unification of geometric and random structures through torsion fields: Brownian motions,  viscous and magnetic fluid-dynamics, Foundations of Physics vol. 35, no.7, pags. 1205-1244, 2005

- Diego Rapoport, Cartan-Weyl Dirac and Laplacian operators, Brownian motions, The quantum potential and Scalar Curvature, Dirac-Hestenes equations and supersymmetric systems, Foundations of Physics, vol. 35, no. 8, pags. 1383-1431, 2005

- Diego Rapoport, Random Diffeomorphisms and integration of the classical Navier-Stokes equations,  Reports on Mathematical Physics, vol. 49, no. 1, p. 1-27, 2002.

- Diego Rapoport, Stochastic differential geometry approach to viscous  fluids and a remarkable pure noise representation, Reports on Mathematical Physics vol. 50, no.2, 211-250, 2002

- Diego Rapoport, Martingale problem approach to the Navier-Stokes equations on smooth-boundary manifolds and semispace,  Random Operators and Stochastic Equations, vol. 11, no.2, 109-150, 2003

- Diego Rapoport, Random Symplectic Geometry and the realizations of the random representations of the Navier-Stokes equations by ordinary differential equations, Random Operators and Stochastic Equations, vol. 11, no.4, 351-382, 2003

- Diego Rapoport, Torsion Fields, Cartan-Weyl Space-Time and State-Space Quantum Geometries, their Brownian Motions, and the Time Variables, Foundations of Physics vol. 37, no. 4-5, 813-854, 2007